# 達頓 (內華達州)
達頓（英語：Dutton）是位於美國內華達州埃爾科縣的鬼鎮。

## 歷史
達頓的郵局於1907年設立，其後於1913年停運。

## 地理
達頓所處的海拔為高於海平面1570米（即5151英呎），而該地所採用的時區為UTC-8，即太平洋时区（PST）。同時該地設有夏令時間，為UTC-8調快一小時，即UTC-7（PDT）。